# Encontro das Águas

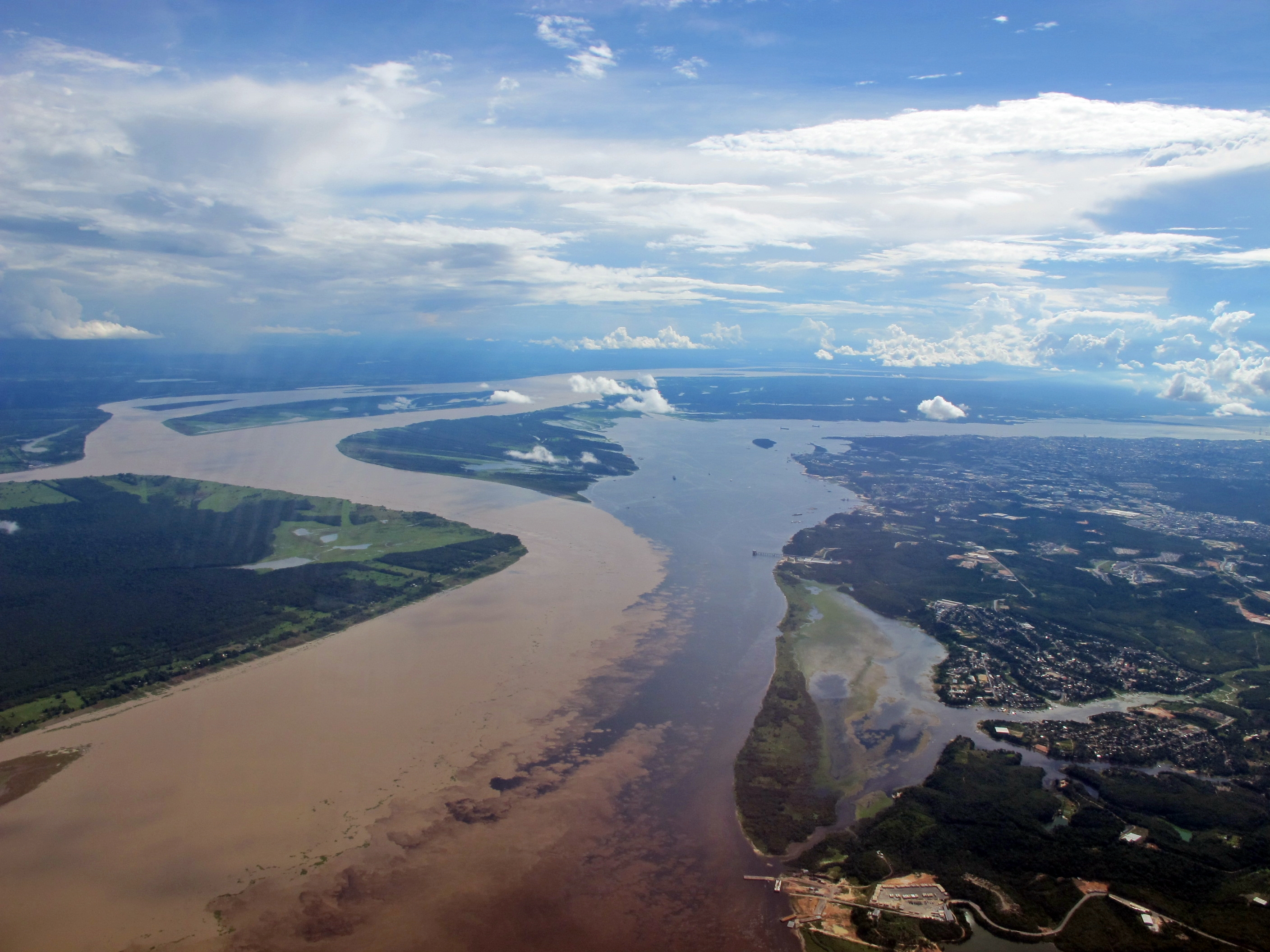
Das „Encontro das Águas“ von oben betrachtet: Links ist das Wasser des Rio Solimões; rechts ist das Wasser des Rio Negro.

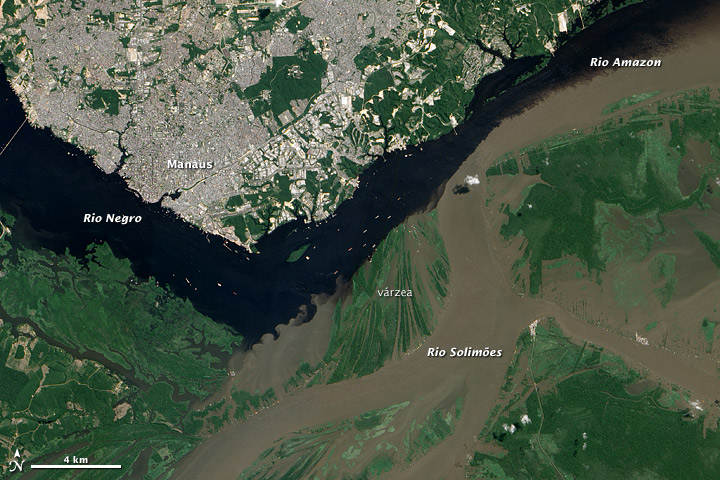
Satellitenbild des Zusammenflusses vom 17. Juni 2012

Das Encontro das Águas (Treffen der Wässer) bezeichnet den Zusammenfluss des Rio Solimões, wie der Oberlauf des Amazonas bis dort genannt wird, mit dem Rio Negro. Es befindet sich etwa zehn Kilometer entfernt von Manaus im Bundesstaat Amazonas in Brasilien. Die Besonderheit an ihm ist, dass die Wässer sehr unterschiedliche Farben haben (Rio Solimões bräunlich-gelblich, Rio Negro schwarz) und sich nur langsam miteinander vermischen.

## Die Farben
Der Rio Solimões, ein Weißwasserfluss, hat wegen des großen Anteils an mineralischen Schwebstoffen ein schmutzig lehmfarbenes Aussehen. Die eigentlich hellbraune Färbung erscheint nur bei bestimmten Schrägansichten als weiß.
Der Rio Negro, ein Schwarzwasserfluss, erhält seine Farbe durch den großen Anteil an Huminsäuren und Fulvosäuren, die von dem Regen in seinem 720.114 Quadratkilometer großen Einzugsgebiet aus den stark ausgelaugten sandigen Böden gespült werden.

## Der Zusammenfluss
Zunächst sei erwähnt, dass sich dort der größte Fluss der Erde (Amazonas) und der zweitgrößte Nebenfluss der Erde (Rio Negro) begegnen. Doch diese gewaltigen Wassermassen fließen nicht sofort ineinander, sondern fließen etwa elf Kilometer lang in demselben Flussbett nebeneinander, bis sie sich so vermischen, dass der Fluss eine einheitliche Farbe aufweist. Die farbliche Grenze der beiden Wässer ist sowohl auf Satellitenbildern und Luftbildern als auch von Schiffen aus deutlich zu sehen.

## Die Gründe

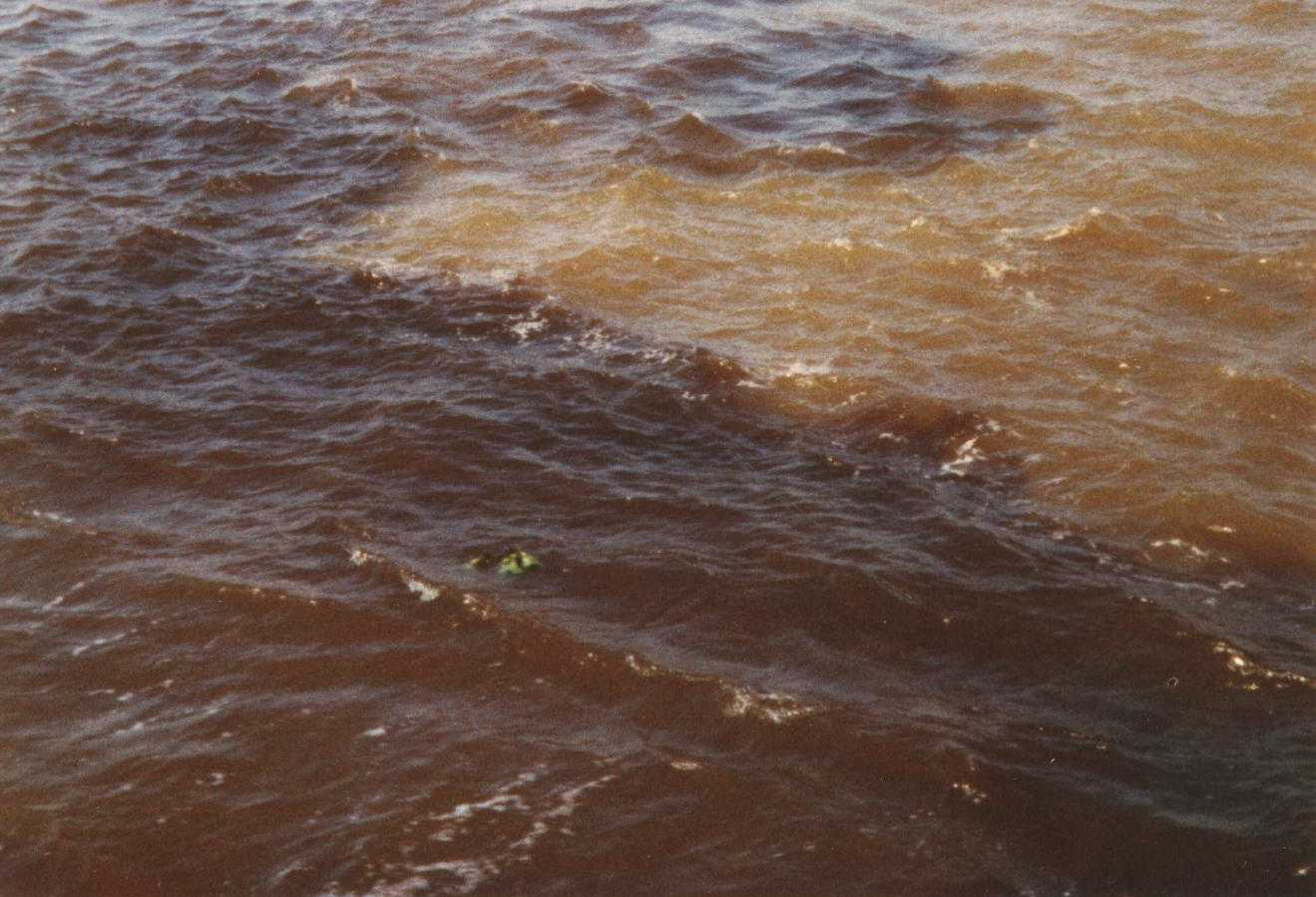
Grenze des braunen Wassers des Rio Solimões und des schwarzen Wassers des Rio Negro

Die Gründe dieses Naturereignisses liegen in den unterschiedlichen Eigenschaften der Wässer. Der Rio Negro hat mit 3,5 einen stark sauren pH-Wert, der von den im Wasser vorhandenen Huminstoffen herrührt, während der Rio Solimoes mit 7,5 einen schwach basischen pH-Wert hat. Die Fließgeschwindigkeit der beiden Flüsse unterscheidet sich um den Faktor drei. Der Rio Solimoes fließt mit 7,5 Kilometern pro Stunde, der Rio Negro mit 2,5 deutlich langsamer. Wegen der unterschiedlichen Farben der beiden Flüsse unterscheiden sich auch deren Temperaturen. Der lehmig-weiße Solimões reflektiert das Sonnenlicht und ist immer kälter als 22 Grad Celsius, während der schwarze Rio Negro es absorbiert und gelegentlich Temperaturen über 28 Grad Celsius erreicht. Wegen der unterschiedlichen Temperaturen der Flüsse unterscheiden sich auch deren Dichten deutlich.